# Погребова, Мария Николаевна
Мари́я Никола́евна Погребова (24 апреля 1931, Москва — 15 ноября 2015, там же) — советский российский археолог, востоковед, скифолог, доктор исторических наук, научный сотрудник Института востоковедения РАН, специалист по древней истории и археологии Кавказа, Ближнего Востока и Евразийских степей II—I тысячелетий до н. э.

## Биография
Мария Николаевна Погребова родилась 24 апреля 1931 года в Москве. В 1949 году поступила на исторический факультет МГУ им М. В. Ломоносова. Специализировалась по кафедре археологии. После университета поступила в аспирантуру при кафедре археологии МГУ.
В 1954—1961 годах работала по распределению в Археологическом отделе Государственного исторического музея. В 1965 году под руководством Б. Н. Гракова защитила кандидатскую диссертацию «Вооружение и войско народов Центрального и Восточного Закавказья эпохи поздней бронзы и раннего железа». В 1966—1968 годах работала в ФБОН АН СССР. В 1968—1970 годах была научным сотрудником Государственного музея искусства народов Востока. С 1971 года работала в Институте востоковедения АН СССР.
В 1985 года защитила докторскую диссертацию «Закавказье и его этнические и культурные связи с Ираном (XIII—VI вв. до н. э.)».

### Семья
- Мать — Н. Н. Погребова (1902—1960), археолог, скифолог;
- Муж — Всеволод Романович Кулланда (востоковед);
- Дети: С. В. Кулланда (1954—2020), археолог, кандидат исторических наук; М. В. Кулланда (род. 1962), историк, кандидат исторических наук[1].

## Научная деятельность
Область научных интересов — древняя история и археология Кавказа, Ближнего Востока и Евразийских степей II—I тыс. до н. э.
В книге «Иран и Закавказье в раннем железном веке» (1977) исследуются передвижения древнего населения по территории Закавказья и Ирана, выясняются возможные пути миграций племён, в том числе ираноязычных, уточняется хронология археологических памятников. Даётся развёрнутая характеристика археологических культур этих регионов, обнаруживаются общие явления в материальной культуре — общие формы оружия, конского убора, керамики, погребения с конскими захоронениями.
Несколько статей и три монографии на скифском и закавказском материале были написаны в соавторстве с Д. С. Раевским. В работе «Ранние скифы и Древний Восток» (1992) поднимаются проблемы происхождения и ранней истории скифов. По мнению авторов, в этноним «скифы» в разное время вкладывался разный смысл, в результате чего делается вывод, что противоречие между археологическими и письменными источниками мнимое. Подчёркивается роль древнего Востока в становлении культуры скифов.
В монографии «Закавказские бронзовые пояса с гравированными изображениями» (1997) изучаются бронзовые пояса с зооморфными и антропоморфными изображениями. Анализируется репертуар образов, затрагивается проблема хронологии (пояса в основном датируются VIII - началом VI в. до н. э.), характеризуется эволюция системы декора поясов, методика семантической интерпретации изображений.
В монографии «История Восточного Закавказья: вторая половина II — начало I тыс. до н. э. (по археологическим данным)» (2011) исследуются история и археологические культуры восточной части Куро-Араксского междуречья в XV — начале VII в. до н. э. Восточное Закавказье изучается в контексте истории его географического окружения — Кавказа, Ближнего Востока, южнорусских степей. Рассматривается хронология памятников позднебронзовой эпохи и материальная культура (погребальный обряд, курганные и грунтовые могильники, положение погребённых).

## Основные работы
Книги
- Иран и Закавказье в раннем железном веке. М.: Наука, 1977. 184 с.
- Закавказье и его связи с Передней Азией в скифское время. М., 1984. 248 с.
- Скифские памятники Закавказья. М., Наука. 1985. 152 с. (соавт. Есаян С. А.)
- Ранние скифы и древний Восток: К истории становления скифской культуры. М., Наука. 1992. 263 с. (соавт. Раевский Д. С.)
- Закавказские бронзовые пояса с гравированными изображениями. (Серия «Культура народов Востока: Материалы и исследования»). М.: Вост. литература, 1997. 150 с. (соавт. Раевский Д. С.)
- История Восточного Закавказья: вторая половина II — начало I тыс. до н. э. (по археологическим данным). М.: Восточная литература, 2011. 420, [2] с.
- Визуальный фольклор. Поэтика скифского звериного стиля. М.: ИВ РАН, 2016. 190, [1] с. (соавт. Д. С. Раевский, С. В. Кулланда)

Статьи
- Бронзовый кинжал переднеазиатского типа из Кедабекского могильника в Сев. Азербайджане // Труды ГИМ. 1960. Вып. 37. С. 60-67.
- Урартские мечи из Закавказья // СА. 1967. № 2. С. 137—145.
- Проблемы истории Индии и археология // Вопросы истории. 1968. № 9. С. 185—192.
- Иран и Закавказье в конце II тысячелетия до н. э. (некоторые проблемы абсолютной и относительной хронологии) // Искусство и археология Ирана. М., 1971. С. 252—262.
- К вопросу об «отложившихся скифах» (Herod., IV, 22) // ВДИ. 1989. № 1. С. 40-65. (соавт. Раевский Д. С.)
- Ранние скифы в свете письменной традиции и археологических данных // ВДИ. 1993. № 4. С. 110—118.
- Печати митаннийского стиля из Закавказья как исторический источник // ВДИ. 2000. № 4. С. 145—150.